# Fumigação
Fumigação é um tipo de controle de pragas através do tratamento químico realizado com compostos químicos ou formulações pesticidas (os chamados fumigantes) voláteis (no estado de vapor ou gás) em um sistema hermético, visando a desinfestação de materiais, objetos e instalações que não possam ser submetidas a outras formas de tratamento.
Exemplo: fumigação de paletes de madeira com brometo de metila ou brometo de etila.
A piloto Ada Rogato foi pioneira em voos de fumigação no combate à broca-do-café.

## Tipos de tratamento fitossanitário
- Fumigação em Container (FEC)
- Silos Herméticos (FSH)
- Porão de Navios (FPN)
- Câmara de Lôna (FCL)
- Tratamento Térmico Fixo e Móvel (HT)
- Tratamento Térmico (HT) pelo Processo da Câmara Portátil (PCP Fitolog)

## Ligações Externas
- Instituto de Tecnologia de Alimentos - Centro de Tecnologia de Embalagem